# Доктор Сон
«Доктор Сон» (англ. Dr. Sleep) — роман американського письменника Стівена Кінга, продовження роману «Сяйво» (1977). Автор розпочав роботу над цією книгою 1 травня 2011 і завершив її 17 липня 2012. Перші фрагменти з нового роману були прочитані Кінгом 24-25 вересня 2011 року в Університеті Джорджа Мейсона. 16 вересня 2013 року видавництво Книжковий клуб "Клуб сімейного дозвілля" отримало український переклад книги Доктор Сон. В Україні книга вийшла 22 листопада 2013 року.

## Сюжет
Головним героєм твору є Денні Торренс — хлопчик із роману «Сяйво». Денні виріс, став буйним алкоголіком, як його батько, але він усе ще трохи володіє екстрасенсорними здібностями, іноді може читати думки та бачити «відгомони» давніх та прийдешніх подій. Потрапивши у своїх блуканнях до маленького містечка в Новій Англії, Ден кинув пити й пішов працювати до госпісу — шпиталю для невиліковних пацієнтів, де він використовує свої здібності, допомагаючи старим людям легко померти, через що й отримує прізвисько Доктор Сон. Однак Дену Торренсу не доведеться скористатися віднайденим спокоєм, коли на сцені з'явиться «Правдивий Вузол» — мандрівна група енергетичних вампірів, які харчуються енергією «сяйвом» дітей. Вампіри почали полювати на дівчинку на ім'я Абра. Вона має набагато потужніше «сяйво», ніж те, що його мав колись Денні, але без його допомоги їй самій не захиститися від енергетичних вампірів.

## Переклад українською
Вперше переклад українською з'явився у 2013 році у видавництві КСД у перекладі Олександра Красюка.